# Landmarks
Landmarks – album muzyczny grupy Clannad z roku 1997.

## Lista utworów
Na podstawie materiału źródłowego:
1. "An Gleann" – 4:50
2. "Fadó" – 5:17
3. "A Mhuirnín Ó" – 4:59
4. "Of This Land" – 4:45
5. "Court to Love" – 3:51
6. "Golden Ball" – 4:02
7. "The Bridge of Tears" – 4:00
8. "Autumn Leaves Are Falling" – 3:48
9. "Let Me See" – 5:06
10. "Loch Na Caillí" – 3:08
11. "An Gleann" (Cantoma Mix) (w reedycji z 2005 roku) – 6:53

## Notowania
| Notowania (1998)               | Poz. |
| ------------------------------ | ---- |
| U.S Billboard Top World Albums | 6    |
| UK Albums Chart                | 34   |

## Single
1. "An Gleann"